# Most Lyduvėnai
Železniški most Lyduvėnai (litovsko Lyduvėnų tiltas) je eden najdaljših mostov v Litvi. Prečka reko Dubysa. Nahaja se v Lyduvėnai, okrožje Raseiniai.